# Brăești, Botoșani
Brăești este satul de reședință al comunei cu același nume din județul Botoșani, Moldova, România.